# Nesomyrmex cataulacoides
Nesomyrmex cataulacoides es una especie de hormiga del género Nesomyrmex, tribu Crematogastrini, familia Formicidae. Fue descrita científicamente por Snelling en 1992.
Se distribuye por Camerún y Kenia. Se ha encontrado a elevaciones de hasta 1600 metros. Habita en selvas tropicales.